# ザ・サニー・ファイブ
ザ・サニー・ファイブ（The Sunny Five）は、1967年に結成されたグループ・サウンズのバンド。1969年に解散。

## メンバー
- 高木和来（ボーカル、ギター）元ザ・リンド&リンダース 1948年11月15日 - 2007年12月
- 大島治郎（ボーカル）1948年10月7日 -
- 迎修二（ボーカル）元ザ・リンド&リンダース 1949年12月20日 -
- 中輝彦（ボーカル、ギター）1948年3月3日 -
- 武田信平（ボーカル、ベース）1948年7月8日 -
- 奥本伸蔵（ボーカル、キーボード、ピアノ）1948年9月26日-
- 三浦和男（ドラムス）1948年2月19日 -
- サンダー永野（ドラムス）1948年 - 、1968年、三浦の脱退後に参加。

## 概要
1967年8月、ザ・リンド&リンダースを脱退した高木と迎を中心に結成。11月、日本ビクターからシングル「太陽のジュディー」でデビュー。キャッチフレーズは「太陽の貴公子」。
日本ビクターが新設したポップス系のレーベル・「VP番帯」の第1号アーティストのうちの1組であり、同時デビューのザ・モップス、ザ・ダイナマイツと共に「ビクター3大ポップス・サウンド!!」としてセットで売り出された。
3枚のシングル全てがいずみたくの作曲・編曲だった。

## ディスコグラフィー

### シングル
- 太陽のジュディー／涙のファースト・ラブ（1967年11月）
- 白鳥のバラード／花のような少女（1968年4月）
- 想い出の京都／夜明けまで踊ろう（1968年8月）